# Cantone di Flers-Nord
Il Cantone di Flers-Nord era una divisione amministrativa dell'arrondissement di Argentan.
È stato soppresso a seguito della riforma complessiva dei cantoni del 2014, che è entrata in vigore con le elezioni dipartimentali del 2015.
Comprendeva parte della città di Flers e i comuni di:
- Aubusson
- La Bazoque
- Caligny
- Cerisy-Belle-Étoile
- Montilly-sur-Noireau
- Saint-Georges-des-Groseillers